# Laurentino
Laurentino är en kommun i Brasilien.   Den ligger i delstaten Santa Catarina, i den södra delen av landet, 1 300 km söder om huvudstaden Brasília. Antalet invånare är 6 005.
I omgivningarna runt Laurentino växer i huvudsak städsegrön lövskog. Runt Laurentino är det ganska tätbefolkat, med 149 invånare per kvadratkilometer.